# Those of the Unlight
Those of the Unlight ist das zweite Album der schwedischen Black-Metal-Band Marduk.

## Entstehung
Das Album erschien im Oktober 1993.
1995 besuchte die Band erstmals das Abyss Studio, um Those of the Unlight neu abzumischen. 2006 wurde das Album wiederveröffentlicht; das Remastering übernahm der am Album beteiligte Gitarrist Devo Andersson, der 2004 als Ersatz für den Bassisten B.War zu Marduk zurückgekehrt war. Die Wiederveröffentlichung enthält zusätzlich Live-Video-Aufnahmen der Stücke Darkness Breeds Immortality, A Sculpture of the Night und The Funeral Seemed to Be Endless (vom Debütalbum Dark Endless).

## Titelliste
1. Darkness Breeds Immortality – 3:49
2. Those of the Unlight – 4:43
3. Wolves – 5:50
4. On Darkened Wings – 4:16
5. Burn My Coffin – 5:15
6. A Sculpture of the Night – 3:29
7. Echoes from the Past – 7:06
8. Stone Stands Its Silent Vigil – 3:03

## Musikstil und Texte
Im Gegensatz zum death-metal-lastigen Debütalbum Dark Endless gilt Those of the Unlight als „reines“ Black-Metal-Album. Wolf-Rüdiger Mühlmann vom Rock Hard zählt es und Marduk zu den damaligen „Ausnahmen von der Regel, dass Norwegen vor allem primitives Eisklirren bedeutete, schwedische Bands hingegen anspruchsvolle Twingitarren mit Schwärze umhüllten“. Bei den „rabiaten, hässlichen und oftmals an der Grenze zur Stumpfheit balancierenden ‚Feuer frei!‘-Kompositionen“ sei „von Facettenreichtum und Harmonie keine Spur“. Håkansson äußerte allerdings nach der Trennung von Devo Andersson, dieser habe „nur Schwäche und Melodie“ in die Band eingebracht, wohingegen das folgende Album Opus nocturne ohne ihn sehr viel zerstörerischer sei.
Die Liedtexte wurden, wie bei den vorigen Aufnahmen, nicht abgedruckt. Håkansson begründete dies mit fehlendem Interesse, Stress und anderen Problemen. Die Band plane jedoch, nach der Winter-War-Tournee ein Werk mit allen Texten und einer aktuellen Biographie herauszubringen, das wie ein mittelalterliches Buch aussehen und im A4-Format, möglichst im Ledereinband, erscheinen solle. Neuere Wiederveröffentlichungen enthalten jedoch alle Texte. Der Titel Untrodden Paths (Wolves Part II) auf dem Nachfolger Opus nocturne stellt eine Verbindung zu Those of the Unlight und dem darauf enthaltenen Wolves her. Einige Verse dieses zweiten Teils sind eine leichte Abwandlung der Zeilen im Beiheft zum Vorgänger.

## Gestaltung
Auf dem von Misja Baas erstellten Cover sind schwarze Reiter zu sehen. Der Marduk-Schriftzug in der oberen rechten Ecke ist auf der CD-Erstpressung in Pink gehalten, der Titel des Albums am linken Rand des Covers ebenfalls. Beide sind auf der LP-Pressung rot. Bei der CD-Wiederveröffentlichung im gleichen Jahr ist das ansonsten graue Cover in Sepiatönen gehalten, der Schriftzug rot und in die obere linke Ecke, der Titel des Albums an den unteren Rand verschoben worden. Das Beiheft enthält außerdem ein paar Zeilen in derselben grauen Fraktur, die in leichter Abwandlung im Text zu Untrodden Paths (Wolves Part II) auf dem Nachfolger Opus nocturne verwandt wurden:

“...and with the darkness came death.
New throats were to be satisfied
and the stench of death made us... hungry... from who were
not God’s children-
those of the unlight.”

Die Rückseite der CD-Erstpressung enthält keine Titelliste, aber die Parole „Death to peace … … war at last“. Diese und die Angaben zur Besetzung sind hier in Grau und in Frakturschrift gehalten. Auf der LP-Pressung fehlt die Parole, dafür enthält die Rückseite der Plattenhülle eine Titelliste; die Angaben sind hier in goldener Frakturschrift gehalten. Die CD-Wiederveröffentlichung von 1993 enthält dieselben Angaben wie die Erstpressung, jedoch in Rot und nicht in Fraktur.

## Rezeption
Im Nordic Vision wurde Those of the Unlight als starke Verbesserung nach einem nicht allzu guten ersten Album bezeichnet. Es zählt laut Mühlmann zu den beliebtesten Alben der Band, deren Anhänger ihm zufolge entweder dieses Album, den Nachfolger Opus nocturne oder Panzer Division Marduk bevorzugen. Those of the Unlight sei „nach dem zuweilen holprigen, Death-Metal-lastigen Debüt ‚Dark Endless‘ der erste waschechte Schwarzmetall-Release der Truppe […], und mit ‚Wolves‘ hat das Quartett einen der absoluten Übersongs der damaligen Zeit rausgehauen. Ein Klassiker!“ Die Band kompensiere „[r]egelmäßig durchscheinende spielerische Leistungsgrenzen […] mit purer Hingabe und juveniler Energie“. Allerdings machten ihn „[n]och heute […] die unleserlichen Hieroglyphen im Innencover und auf der Coverrückseite der Originalversion ganz kirre. Der Layouter muss auf LSD gewesen sein.“ Das Cover hingegen zähle „zu den stimmigsten der gesamten zweiten Black-Metal-Generation – aber ebenfalls nur auf der Urversion. Bei der Gestaltung des Re-Releases […] durfte sich nämlich ein (Farben-)Blinder austoben.“ Das Rock-Hard-Magazin nahm Opus nocturne in seine Liste 250 Black-Metal-Alben, die man kennen sollte auf. Im Metal Hammer  bezeichnete Tom Lubowski Those of the Unlight retrospektiv als den „entscheidenden Schritt vom Death Metal des Debütalbums Dark Endless zum klassischen Black Metal.“ Marduk hätten damit stilistische Merkmale etabliert, die „nicht nur Those of the Unlight zu einem der ersten schwedischen Alben der zweiten Black Metal-Welle machen, sondern auch Klassikerstatus im Kanon von Marduk genießen.“